# Conzo
Der Conzo, auch mit Mastello bezeichnet, war ein italienisches Flüssigkeitsmaß in dem Königreich Lombardo-Venetien und in Treviso.
- 1 Conzo = 48 Bocalli (36 Bocalli im ländlichen Bereich) = 3931,16 Pariser Kubikzoll = 77,98 Liter[1]
- 1 Conzo = ½ Biconzua = ⅛ Amphora = 6 Secchie = 24 Bozze = 64 Boccali = 96 Quartuzzi = 3998 Pariser Kubikzoll = 79 2/9 Liter[2]